# Carlo Alberto Guidobono Cavalchini

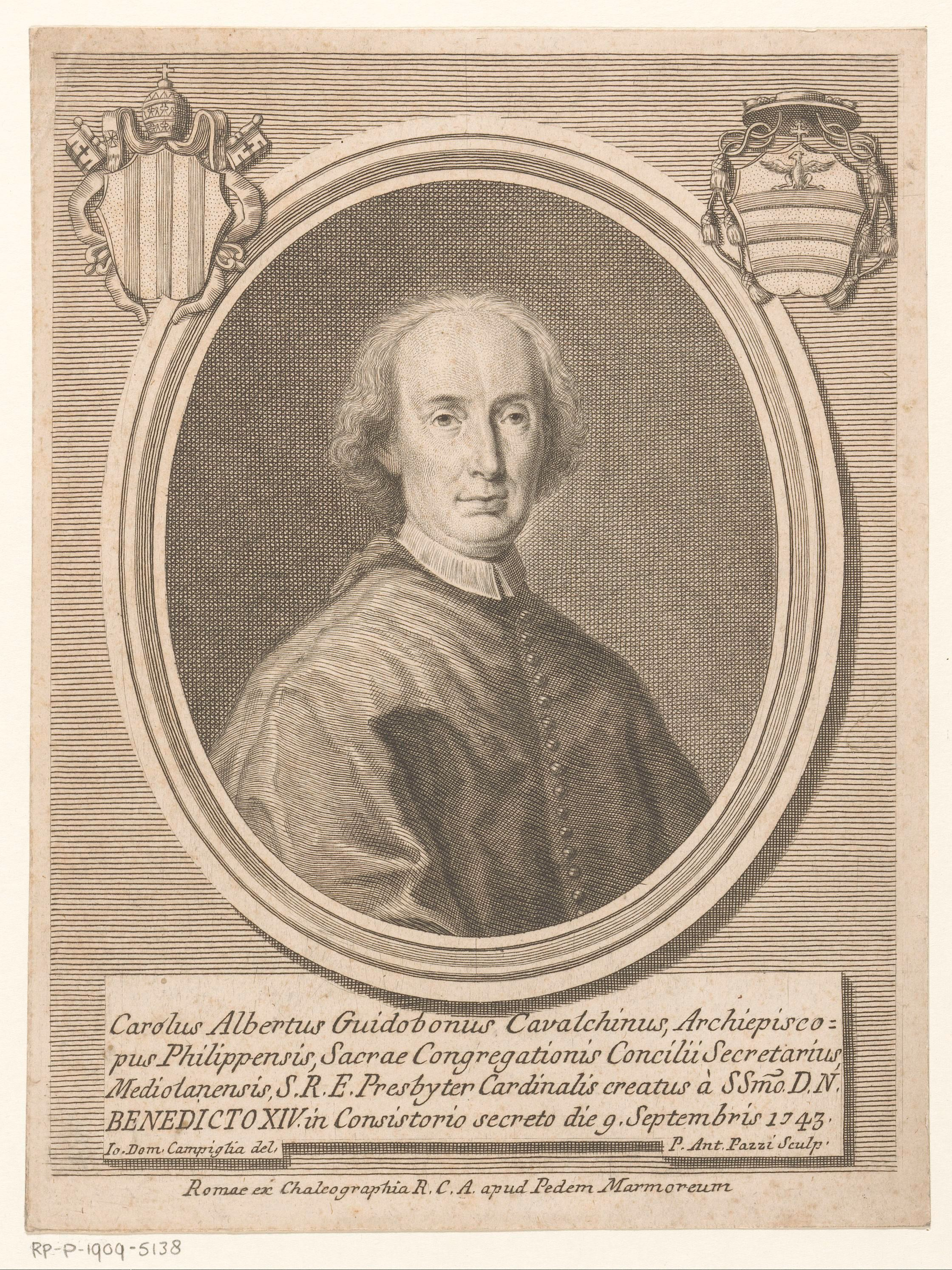
Kardinal Carlo Guidobono (Stich von Giovanni Domenico Campiglia)

Carlo Alberto Guidobono Cavalchini, auch  Carlo Alberto Cavalchini (* 26. Juli 1683 in Tortona; † 7. März 1774 in Rom) war ein italienischer Kardinal der Römischen Kirche.

## Leben
Nach anfänglichem Hausunterricht besuchte er die Jesuitenschule in Tortona und studierte danach an der Universität von Pavia, wo er am 24. Juli 1702 zum Doctor iuris utriusque promoviert wurde. Sein Vater sandte ihn nach Rom, damit er dort seine Rechtskenntnisse vervollkommnen konnte, unter anderem bei dem damals sehr bekannten Advokaten Del Corno.
Bereits 1702 wurde er in das Advokatenkolleg der Stadt Mailand berufen und bekam die Bürgerrechte verliehen. Im Juli 1716 ernannte der Mailänder Senat ihn zum Konsistorialanwalt.
Am 24. Februar 1724 empfing Cavalchini die Priesterweihe. Zum Titularerzbischof von Philippi wurde er am 10. Mai 1728 ernannt. Die Bischofsweihe spendete ihm am 6. Juni 1728 Papst Benedikt XIII.; Mitkonsekratoren waren Giuseppe Maria Feroni, Titularerzbischof von Damascus, und Bernardo Pizzella, Titularbischof von Constantina.
Papst Benedikt XIV. ernannte ihn im Konsistorium vom 9. September 1743 zum Kardinalpriester der Titelkirche Santa Maria della Pace. Am 2. März 1748 wurde Cavalchini Präfekt der Kongregation für die Bischöfe und Regulare. Vom 24. Juni 1752 bis zum 29. Januar 1753 war er Camerlengo der Römischen Kirche. Er nahm am Konklave 1758 teil, seine Wahl zum Papst wurde jedoch durch das Veto des Königs von Frankreich, Ludwig XV. verhindert. Nach einigen Quellen soll er bereits gewählt gewesen sein, trat aber wegen des Vetos zurück. Vom 15. Juli 1758 bis zu seinem Tode war er Päpstlicher Archivar.
Am 12. Februar 1759 wurde er in den Rang eines Kardinalbischofs erhoben und erhielt das suburbikarische Bistum Albano. 1759 wurde er Kommendatarabt des Klosters San Michele della Chiusa. Er wurde am 16. Mai 1763 zum Bischof von Ostia und Velletri ernannt; zugleich wurde er Kardinaldekan. In dieser Eigenschaft leitete er das Konklave 1769, bei dem Clemens XIV. zum Papst gewählt wurde.
Carlo Alberto Guidobono Cavalchini starb am 7. März 1774 gegen drei Uhr morgens infolge Fiebers und hohen Alters, nachdem er die Sterbesakramente empfangen hatte.

## Familie
Sein Großneffe Francesco wurde von Pius VII. 1807 in pectore ebenfalls zum Kardinal ernannt, was allerdings aufgrund der Zeitumstände erst ein Jahrzehnt später 1818 bekanntgemacht wurde.